# Gymnogramma aspidioides
Gymnogramma aspidioides là một loài thực vật có mạch trong họ Adiantaceae. Loài này được (Blume) Hook. miêu tả khoa học đầu tiên năm 1864.